# Kammergräber in Apulien
Die Kammergräber in Apulien (italienisch Tomba a camera) haben sich in Arpi (bei Foggia), Canosa, Cavallino (bei Lecce), Egnathia/Fasano, Gravina di Puglia, Manfredonia, Mesagne, Monte Sannace (bei Gioia del Colle), Rudiae, Salapia, Tarent und Tiati erhalten. Sie sind an einigen Orten als Originale oder Rekonstruktionen in Museen in Apulien in Italien zu besichtigen. Bei der Verteilung der Kammergräber in Apulien lassen sich Schwerpunkte ausmachen. So besitzt Tarent mit Abstand die meisten. In Daunien liegt der Schwerpunkt in Canosa und Arpi, in Peuketien in Gravina und in Messapien in Egnazia und Rudiae.
Es handelt sich um große unterirdische Grabanlagen, die mit Bauskulpturen, Mosaiken, Reliefen, Stuckdekorationen und Wandmalereien geschmückt sind und jeweils größeren Gruppen oder Familien über längere Zeit als Grablege dienten. Durch ihre reiche und höchst individuelle Ausstattung bekommt man einen Einblick in die Vorstellungen von Luxus der Gesellschaften jener Zeit. Die Toten wurden auf gemauerten Steinbetten (Klinen) gebettet und mit Beigaben ausgestattet. 

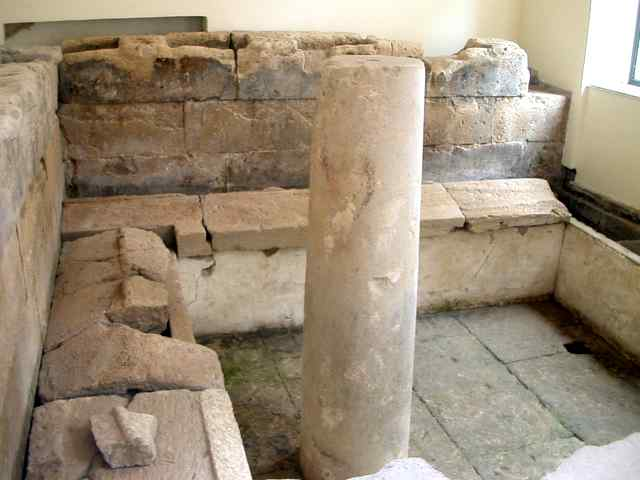
Athletengrab in der Via Crispi

Einige Kammergräber haben säulengeschmückte Fassaden, andere entfalten ihre Pracht im Inneren. Die meisten Anlagen besitzen einen langen Dromos mit oder ohne Stufen. Er wurde nach jeder Bestattung zugeschüttet und bei Nachbelegungen geöffnet. Die Umbauten und unterschiedlichen Aufmauerungen der seitlichen Stützwände sowie die verschiedenen Putzschichten bei der Tomba della Medusa in Arpi belegen dies. 
Nicht alle Gräber waren über Dromoi zugänglich. Die sogenannten Halbkammergräber in Monte Sannace und Mesagne waren meist nur für eine Bestattung vorgesehen, besaßen keinen Dromos, waren aber ebenso dekorativ ausgemalt und ausgestattet.
Die spätarchaischen Kammergräber in der griechischen Kolonie Taras/Tarent aus dem späten 6. und frühen 5. Jahrhundert v. Chr. sind die ältesten in Apulien. Sie bestehen aus solidem Quadermauerwerk. Die Decke größerer Kammern wird von Säulen getragen. Entlang der Wände wurden steinerne Sarkophage aufgestellt. Die Beigaben der Verstorbenen wurden im Inneren und in den Dromoi platziert. Die entlang der Wände aufgestellten Särge erinnern an die im Andron, dem Speiseraum eines griechischen Hauses, aufgestellten Klinen (Speisesofas) und an das gemeinsame Mahl. Die Kammergräber dieser Zeit scheinen keine Familiengräber zu sein, sondern die einer politisch-gesellschaftlichen, möglicherweise einer aristokratischen Oberschicht. 
Die Anlage von Kammergräber beginnt in Apulien im 6. Jahrhundert v. Chr. mit den Exemplaren in Taras. Im Hinterland finden sie sich ab dem 4. Jahrhundert v. Chr. als relativ unregelmäßige zumeist ovale Kammern, wie in Gravina di Puglia. Im späten 4., vor allem aber im 3. Jahrhundert v. Chr. ist der Grabtyp in Apulien verbreitet und wird bis ins 2. Jahrhundert v. Chr. genutzt. 
In Canosa kann man einer Führung zu den im Stadtgebiet verteilten Anlagen beiwohnen, auch in Egnathia, Gravina di Puglia und Monte Sannace sind sie am ursprünglichen Ort zu besichtigen. Die Gräber von Arpi wurden im Museum von Foggia teilweise wiederaufgebaut. Auch die Halbkammergräber aus Mesagne wurden im dortigen Museum rekonstruiert.